# Snooker Shoot-Out
Shoot-Out kan även syfta på handbollens shoot-out
Snooker Shoot-Out är en snookerturnering – med lite annorlunda regler – som spelades första gången 1990 och återintroducerades på snookertouren säsongen 2010/11. Sedan säsongen 2016/17 är turneringen en rankingturnering.

## Regler
Reglerna i Shoot-Out skiljer sig något mot de vanliga snookerreglerna:
- Spelarna tekar inledningsvis genom att stöta ungefär samtidigt från huvudsidan, ner mot fotvallen och tillbaka igen. Närmast huvudvallen väljer vem som ska göra öppningsstöten.
- Matcherna spelas i ett frame i maximalt 10 minuter och högst gjorda poäng vinner.
- Första fem minuterna har spelarna 15 sekunder på sig att göra en stöt, sista fem minuterna har de 10 sekunder på sig. Miss att stöta i tid resulterar i foul, och straffpoäng utdelas motsvarande den boll som tänkt spelas, dock minst 5 poäng.
- Spelaren måste i varje stöt träffa en vall med någon boll eller sänka en boll, misslyckas det är det foul och straffpoäng utdelas motsvarande den spelade bollen, dock minst 5 poäng.
- Straffpoäng för foul utdelas enligt de vanliga snookerreglerna, med undantag enligt vad som nämnts ovan.
- Alla foul resulterar i boll i hand för motspelaren som därmed kan placera vit var som helst på bordet.
- Vid oavgjort spelas en shoot-out på blå boll. Spelarna turas om att med en stöt försöka sänka bollen från dess prick, och den måste gå direkt i hål utan vallningar. Den som först missar vid lika antal försök förlorar.

## Format
I den första tävlingen 1990 avgjordes alla matcher utom finalen i ett frame och finalen avgjordes i bäst av tre frames. Tävlingen återkom först 2011 med ett antal nymodigheter.
Fram till 2016 var tävlingen en inbjudningsturnering för 64 deltagare. Från 2017 är det en rankingturnering, och totalt deltar de 128 bästa spelarna på världsrankingen i turneringen som avgörs genom direktutslagning. 
Unikt för turneringen är att alla omgångar lottas. Således lottas matcherna till första omgången, det förekommer alltså ingen seedning, och efter varje avslutad omgång lottas matcherna till nästa omgång hela vägen fram till finalen. 

## Vinnare
| År                   | Vinnare              | Motståndare          | Resultat             | Säsong               |
| Inbjudningsturnering | Inbjudningsturnering | Inbjudningsturnering | Inbjudningsturnering | Inbjudningsturnering |
| -------------------- | -------------------- | -------------------- | -------------------- | -------------------- |
| 1990                 | Darren Morgan        | Mike Hallet          | 2 – 1                | 1990/91              |
| 2011                 | Nigel Bond           | Robert Milkins       | 58 – 24              | 2010/11              |
| 2012                 | Barry Hawkins        | Graeme Dott          | 61 – 23              | 2011/12              |
| 2013                 | Martin Gould         | Mark Allen           | 104 – 0              | 2012/13              |
| 2014                 | Dominic Dale         | Stuart Bingham       | 77 – 19              | 2013/14              |
| 2015                 | Michael White        | Xiao Guodong         | 54 – 48              | 2014/15              |
| 2016                 | Robin Hull           | Luca Brecel          | 50 – 36              | 2015/16              |
| Rankingturnering     |                      |                      |                      |                      |
| 2017                 | Anthony McGill       | Xiao Guodong         | 67 – 19              | 2016/17              |
| 2018                 | Michael Georgiou     | Graeme Dott          | 67 – 56              | 2017/18              |
| 2019                 | Thepchaiya Un-Nooh   | Michael Holt         | 74 – 0               | 2018/19              |
| 2020                 | Michael Holt         | Zhou Yuelong         | 64 – 1               | 2019/20              |
| 2021                 | Ryan Day             | Mark Selby           | 67 – 24              | 2020/21              |
| 2022                 | Hossein Vafai        | Mark Williams        | 71 – 0               | 2021/22              |
| 2023 (Jan)           | Chris Wakelin        | Julien Leclercq      | 119 – 0              | 2022/23              |
| 2023 (Dec)           | Mark Allen           | Cao Yupeng           | 65 – 4               | 2023/24              |
| 2024                 | Tom Ford             | Liam Graham          | 31 – 28              | 2024/25              |

1. ↑  Finalen spelades i bäst av tre frames.

## Century breaks
Totalt: 31

Per den 7 december 2024
- 147  Shaun Murphy (2023)
- 142  Mark Allen (2021)
- 139  Thepchaiya Un-Nooh (2019)
- 135, 116, 100  Martin Gould (2012, 2015, 2019)
- 133  Thor Chuan Leong (2020)
- 133  Luca Brecel (2019)
- 132  Ricky Walden (2019)
- 129, 113  Ronnie O'Sullivan (2011)
- 127  David Gilbert (2016)
- 125  Mark Selby (2013)
- 123  Hossein Vafai (2022)
- 121  Stephen Lee (2012)
- 120  Tony Knowles (1990)
- 120  Chang Bingyu (2020)
- 119  Chris Wakelin (2023)
- 117  Allister Carter (2023)
- 116  Michael Holt (2023)
- 112  Mark King (2011)
- 109  Michael Georgiou (2018)
- 107  Jak Jones (2020)
- 106, 101  Xiao Guodong (2023, 2020)
- 106  Alfie Burden (2011)
- 103  Allan Taylor (2022)
- 102  Mark Davis (2018)
- 101  Ryan Day (2014)
- 101  Kyren Wilson (2023)
- 101  Zhou Yuelong (2024)

## Rekord
- Michael Holt har spelat (42) och vunnit (30) flest matcher i turneringens historia.
- Paul Davison har gått in i turneringen 7 gånger utan att ha vunnit en match.
- Robin Hull har bäst andel vunna matcher med 87,5 % (7 av 8).
- När det kommer till vinnarna som försöker försvara sin titel, från och med 2023 års turnering, har 5 av vinnarna förlorat i den första omgången året efter att ha vunnit trofén; den bästa prestationen av en försvarande mästare var av Barry Hawkins, som nådde kvartsfinalen.
- Barry Pinches, Nigel Bond, Rod Lawler och Ken Doherty tävlade alla i det ursprungliga evenemanget 1990 och deltog också i 2022 års turnering.
- Det högsta breaket i Shoot Out-historien är maximala 147 av Shaun Murphy i december 2023.
- Den lägsta sammanlagda poängen är 8 vilket skedde år 2024 när Elliot Slessor slog Mostafa Dorgham med 7–1. Det är samtidigt rekordet med 7 som den lägsta vinnarpoängen.
- Bara ett 100+break (century) har gjorts i en final, av Chris Wakelin år 2023.